# Beličan
Beličan (rusky Беличан) je opuštěné sídlo městského typu v susumanském okrese v Magadanské oblasti na ruském Dálném východě. Od roku 2005 zde nikdo nežije.

## Geografie
Beličan se nachází v severozápadní části Magadanské oblasti, přibližně 480 km severozápadně od oblastního města Magadan. Leží v Kolymském pohoří na břehu řeky Bjorjoljoch.
Obec má charakteristické subarktické podnebí s chladnými, vlhkými léty a velmi chladnými zimami. Letní teploty se obvykle pohybují kolem 11 °C, zatímco v zimě mohou klesnout hluboko pod -34 °C.

## Historie
Ve 30. letech 20. století bylo na středním toku řeky Beličan, levém přítoku Bjorjoljochu, objeveno ložisko zlata. Ve 40. letech 20. století zde byl otevřen velký zlatý důl a z táboru okolo něho vznikl v listopadu 1950 Beličan, který byl součástí západního těžebního ředitelství. V Beličanu sídlily jednotky Západního tábora (Zaplaga). Bylo zde až tisíc vězňů. V roce 1961 zde byl založen Experimentální důl, který byl základnou Všesvazového výzkumného ústavu zlata a vzácných kovů.
V roce 1965 získal Beličan status sídla městského typu.
Po rozpadu SSSR došlo ke zhroucení ekonomiky v Beličanu, zlatý důl zkrachoval, byl na něho vyhlášen konkurz. V důsledku obrovské nezaměstnanosti se většina obyvatel vystěhovala do 15 km vzdáleného okresního města Susumanu a nebo odešla do evropské části Ruska. Od roku 2005 v obci nikdo nežije a Beličan chátrá. 

## Demografie
| Rok  | Populace | Změna |
| ---- | -------- | ----- |
| 1970 | 1 054    | -     |
| 1979 | 1 210    | 156   |
| 1989 | 1 285    | 70    |
| 1991 | 1 214    | 71    |
| 1995 | 869      | 345   |
| 2000 | 243      | 626   |
| 2005 | 0        | 243   |
| 2024 | 0        | 0     |